# Mizuki Inoue
Mizuki Inoue (Aichi, 19 de agosto de 1994) é uma lutadora japonesa de artes marciais mistas, atualmente competindo no peso mosca feminino do Ultimate Fighting Championship.

## Início
Inoue nasceu em 19 de Agosto de 1994 em Aichi, Japão. Ela começou a treinar Karatê na quarta série, pois ela acompanhava seu irmão para as aulas todos os dias. Aos 11 anos de idade, Inoue conheceu Sadanori Yamaguchi, que é seu treinador até hoje e a acompanha em todas as lutas.

## Carreira no MMA

### Invicta Fighting Championship
Inoue era esperada para enfrentar Milana Dudieva em 24 de março de 2018 no Invicta FC 28: Morandin vs. Jandiroba. Entretanto, Morandin teve que se retirar da luta contra Jandiroba, permitindo Mizuki a lutar pelo cinturão contra Virna Jandiroba. Ela perdeu por decisão dividida.
Inoue enfrentou Viviane Pereira em 16 de novembro de 2018 no Invicta FC 32: Spencer vs. Sorenson. Inoue venceu por decisão unânime.

### Ultimate Fighting Championship
Inoue enfrentou Yanan Wu em 31 de agosto de 2019 no UFC Fight Night: Andrade vs. Zhang. Ela venceu por decisão dividida.

## Cartel no MMA
| Cartel no MMA       |             |            |
| 20 lutas            | 14 vitórias | 6 derrotas |
| Por nocaute         | 0           | 0          |
| Por finalização     | 9           | 0          |
| Por decisão         | 5           | 5          |
| Por desqualificação | 0           | 1          |

| Res.    | Cartel | Oponente              | Método                       | Evento                               | Data       | Round | Tempo | Local                   | Notas                                                                             |
| ------- | ------ | --------------------- | ---------------------------- | ------------------------------------ | ---------- | ----- | ----- | ----------------------- | --------------------------------------------------------------------------------- |
| Derrota | 14-6   | Amanda Lemos          | Decisão (unânime)            | UFC on ESPN: Munhoz vs. Edgar        | 22/08/2020 | 3     | 5:00  | Las Vegas, Nevada       |                                                                                   |
| Vitória | 14–5   | Wu Yanan              | Decisão (dividida)           | UFC Fight Night: Andrade vs. Zhang   | 31/08/2019 | 3     | 5:00  | Shenzhen                | Volta ao Peso Mosca.                                                              |
| Vitória | 13–5   | Viviane Pereira       | Decisão (unânime)            | Invicta FC 32: Spencer vs. Sorenson  | 16/11/2018 | 3     | 5:00  | Shawnee, Oklahoma       |                                                                                   |
| Derrota | 12–5   | Virna Jandiroba       | Decisão (dividida)           | Invicta FC 28: Mizuki vs. Jandiroba  | 24/03/2019 | 5     | 5:00  | Salt Lake City, Utah    | Pelo Cinturão Peso Palha do Invicta FC.                                           |
| Vitória | 12–4   | Lynn Alvarez          | Finalização (chave de braço) | Invicta FC 18: Grasso vs. Esquibel   | 29/07/2016 | 2     | 3:00  | Kansas City, Missouri   |                                                                                   |
| Vitória | 11–4   | Nori Date             | Finalização (chave de braço) | Deep: Jewels 11                      | 05/03/2016 | 1     | 3:12  | Tókio                   |                                                                                   |
| Vitória | 10–4   | Lacey Schuckman       | Finalização (chave de braço) | Invicta FC 15: Cyborg vs. Ibragimova | 16/01/2016 | 3     | 3:41  | Costa Mesa, California  | Performance da Noite.                                                             |
| Vitória | 9–4    | Emi Fujino            | Decisão (unânime)            | Deep: Jewels 9                       | 29/08/2015 | 3     | 5:00  | Tókio                   | Defendeu o Cinturão Peso Palha do Jewels.                                         |
| Derrota | 8–4    | Alexa Grasso          | Decisão (unânime)            | Invicta FC 11: Cyborg vs. Tweet      | 27/02/2015 | 3     | 5:00  | Los Angeles, California | Luta da Noite.                                                                    |
| Derrota | 8–3    | Karolina Kowalkiewicz | Decisão (dividida)           | Invicta FC 9: Honchak vs. Hashi      | 01/11/2014 | 3     | 5:00  | Davenport, Iowa         | Luta da Noite.                                                                    |
| Vitória | 8–2    | Emi Tomimatsu         | Finalização (chave de braço) | Deep: Jewels 5                       | 09/08/2014 | 3     | 1:33  | Tókio                   | Ganhou o Cinturão Peso Leve (52kg) do Deep Jewels.                                |
| Derrota | 7–2    | Emi Tomimatsu         | Desqualificação (mudado)     | Deep: Jewels 3                       | 16/02/2014 | 3     | 3:57  | Tókio                   | Originalmente vitória por finalização de Inoue; mudado após ela não bater o peso. |
| Vitória | 7–1    | Emi Fujino            | Decisão (unânime)            | Deep: Jewels 2                       | 04/11/2013 | 2     | 5:00  | Tókio                   |                                                                                   |
| Vitória | 6–1    | Bec Rawlings          | Decisão (unânime)            | Invicta FC 6: Coenen vs. Cyborg      | 13/07/2013 | 3     | 5:00  | Kansas City, Missouri   |                                                                                   |
| Vitória | 5–1    | Seo Ye Jung           | Finalização (mata-leão)      | Jewels 23rd Ring                     | 30/03/2013 | 1     | 1:43  | Tókio                   |                                                                                   |
| Vitória | 4–1    | Hyo Kyung Song        | Finalização (chave de braço) | Jewels 22nd Ring                     | 15/12/2012 | 2     | 2:14  | Tókio                   | Estreia no Peso Palha.                                                            |
| Vitória | 3–1    | Alex Chambers         | Finalização (chave de braço) | Jewels 18th Ring                     | 03/03/2012 | 1     | 4:32  | Tókio                   |                                                                                   |
| Derrota | 2–1    | Ayaka Hamasaki        | Decisão (unânime)            | Jewels 16th Ring                     | 11/09/2011 | 2     | 5:00  | Tókio                   |                                                                                   |
| Vitória | 2–0    | Asako Saioka          | Finalização (chave de braço) | Jewels 11th Ring                     | 17/12/2010 | 1     | 2:59  | Tókio                   |                                                                                   |
| Vitória | 1–0    | Emi Murata            | Finalização (chave de braço) | Jewels 10th Ring                     | 10/10/2010 | 2     | 2:58  | Tókio                   |                                                                                   |